# 郁洪宾
郁洪宾（1932年10月—2017年1月23日），江苏省如东县人，中华人民共和国政治人物。

## 生平
1949年1月加入中国共产党，1949年5月参加工作，先后担任苏北军区司令部机要大队班长、第二野战军五兵团司令部机要队队长。1950年3月，随中国人民解放军第十八军进藏，历任中国人民解放军第十八军司令部机要处机要员，西藏自治区筹备委员会交通处驻格尔木办事处办公室副科长、副主任。1957年9月至1959年7月，任运输处秘书科副科长。西藏自治区交通厅政治部办公室主任、劳资组副组长、劳资处副处长，西藏自治区交通厅设计院党的核心小组副组长、党委副书记、书记，西藏自治区交通厅公路工程局党委书记，西藏自治区交通厅党委副书记，西藏自治区总工会党组副书记、副主席等职。1989年8月，任西藏自治区人民政府驻上海办事处党委书记、主任。1992年11月，离休。2017年1月23日，在上海逝世，享年85岁。